# Ralph Ellison
Ralph Ellison (Oklahoma City, 1 de marzo de 1914-Nueva York, 16 de abril de 1994) fue un escritor y docente. Amigo de Saul Bellow, Ellison es considerado uno de los novelistas estadounidenses más influyentes de la posguerra, sobre todo en la obra de Toni Morrison, Kurt Vonnegut y  Joseph Heller, entre otros.
El crítico literario Harold Bloom le considera el «heredero legítimo de Melville y Dostoievski, de T. S. Eliot y Hemingway, de Faulkner y Malraux» y se refiere al «esplendor estético» de su novela El hombre invisible, publicada en 1952 y ganadora del National Book Award.

## Vida
Vivió en Oklahoma en su juventud, estudiando en escuelas públicas y padeciendo el ambiente como tantos afroamericanos. Tras recibir una beca, Ellison pudo centrarse en la música, su afición temprana; entre 1933 y 1936 estuvo para ello en el Tuskegee Institute, especializándose en la trompeta. Tras encontrarse con Richard Wright en Nueva York, quien le pidió una crítica literaria, se dedicará a la escritura. Desde 1939 empezó a publicar artículos, relatos y ensayos en diversas revistas. Sirvió en la marina mercante durante la Segunda Guerra Mundial y profesó una cátedra sobre folklore y cultura afroamericana en distintas universidades. Con una beca Rosenwald, de 1945, pudo dedicarse a redactar su voluminosa novela inicial, que le consagró, Invisible man (El hombre invisible), 1952, y una serie de ensayos y artículos titulada Shadow and act (1964) (Sombra y acto). Al año siguiente su novela ganó el National Book Award y lo convirtió en el escritor negro más importante de su generación. Su protagonista es un negro sin nombre que en primera persona expresa la dura realidad social de los Estados Unidos de entonces y va tomando conciencia de cómo la sociedad lo aparta de su seno y lo ningunea. No dejó en lo sucesivo su escritura, pero suele recordarse por su docencia: dictó un curso en Salzburgo en 1954; dio clases de literatura en el Bard College (1957-1961) y en la Universidad de Chicago (1961).
Entre otros intereses suyos estuvo la escultura, la fotografía y la audioelectrónica. Logró una beca "Prix de Rome" de la Academia Norteamericana de las Artes. Fue conocido en Europa por sus libros y conferencias. Fue miembro directivo del PEN Club y del Instituto de Estudios de Jazz.

## Su obra
Su fama nació al publicarse su extensa novela El hombre invisible, aparecida en 1952 (Barcelona, Lumen, 1966). Invisible Man trata las relaciones de diferencia racial en Estados Unidos en el siglo XX. Por su única novela ganó el prestigioso premio National Book Award, en dicha categoría de ese año. Aunque se publicaron algunos ensayos y relatos breves en periódicos tras El hombre invisible, el nombre de Ralph Ellison está ligado a su novela más famosa. 
Su segunda novela no estaba terminada cuando murió. Su casa padeció un incendio en donde perdió la totalidad del nuevo libro Juneteeth, por lo que comenzó a escribirla nuevamente. Sin embargo, tras la pancreatitis que detuvo su vida en 1994, sus herederos publicaron esa pieza, también de considerable tamaño, Juneteenth en 1999, haciendo una recopilación de casi 400 páginas sobre las más de 2000 que escribió a lo largo de 40 años.